# Fat Freddys Kater
Fat Freddys Kater (OT: Fat Freddy’s Cat) ist eine Comicfigur und -reihe des US-amerikanischen Underground-Comix-Zeichners Gilbert Shelton. Deutsche Ausgaben der Comics erschienen bei Zweitausendeins, Rotbuch und im Volksverlag.
Der orange Kater mit dem schwarzgestreiften Schwanz hatte seinen ersten Auftritt 1969 als Nebenfigur in den frühen Fabulous Furry Freak Brothers. Schon bald erschienen seine ersten eigenen Strips.

## Beschreibung
Fat Freddys Kater hat keinen eigentlichen Namen, seine gelegentlich auftretenden Neffen nennen ihn Onkel F.
Er lebt in der Wohnung der drei Freak Brothers mit Fat Freddy als Hauptbezugsperson.  Der Kater ist mindestens so intelligent wie sein nomineller Besitzer. Mit diesem teilt er die Vorliebe für Essen aller Art, ohne dessen Leibesumfang anzunehmen. In der Regel kommt er mit dem unbürgerlichen Lebenswandel der drei Hippies gut zurecht oder profitiert sogar davon, ist dem Drogenkonsum allerdings nicht ganz so zugeneigt wie diese. Wird er ungerecht behandelt oder daheim vergessen ist danach die Wohnungseinrichtung zerstört oder er erledigt sein Geschäft – was Katzen oder Tiere im Comic bis dahin nicht getan haben – in Stiefel, auf Kopfhörer oder anderen ungeeigneten Stellen.
Weitere Figuren sind die ebenfalls in der Wohnung der Freak Brothers hausenden Mäuse und die Küchenschaben.
Neben den über hundert kurzen Strips gibt es auch längere Geschichten, in denen der Rattenfänger von Hameln fortgesetzt wird, der Kater das Opfer eines Kriegs der Küchenschaben wird, er die Erde vor der Invasion der Globs rettet und das Katzen-KZ überlebt.

## Auf Deutsch erschienene Bände
- Fat Freddy’s Kater und seine Abenteuer, 1978 Zweitausendeins
- Fat Freddys Kater, 1983, Volksverlag
- Fat Freddy's Kater, 1986, Rotbuch, ISBN 3-88022-322-X
- Fat Freddy's Kater 2, 1990, Rotbuch, ISBN 3-88022-029-8
- Fat Freddy's Kater und der Rattenfänger von Hameln, 1993, Rotbuch, ISBN 	3-88022-800-0

## Fat Freddy’s Drop
Die neuseeländische Band Fat Freddy’s Drop hat sich nach der Comicfigur benannt. Ihre Debütsingle Hope hatten die Musiker unter dem Einfluss von LSD aufgenommen. Auf den Blottern war Fat Freddys Kater abgebildet. Das Wort Dropping kann die Bedeutung LSD nehmen haben.

## Nachweise
1. ↑  Deutsche Ausgaben der Werke Sheltons
2. ↑  Review:Fabulous Furry Freak Brothers, vol 1 im Guardian
3. ↑  BBC: Fat Freddy’s Drop (New Zealand)
4. ↑  SMH:Fat Freddy’s Drop